# 聖約翰斯 (伊利諾伊州)
聖約翰斯（英語：St. Johns）是一個位於美國伊利諾伊州佩里縣的城市。

## 地理
聖約翰斯的座標為38°01′51″N 89°14′30″W / 38.03083°N 89.24167°W，而該地的平均海拔高度為152米（即499英尺）。

## 人口
根據2010年美國人口普查的數據，聖約翰斯的面積為1.98平方千米，當中陸地面積為1.88平方千米，而水域面積為0.10平方千米。當地共有人口219人，而人口密度為每平方千米110.61人。